# Vol. 3: (The Subliminal Verses)
Vol. 3: (The Subliminal Verses) es el tercer álbum de estudio de la banda estadounidense de metal alternativo Slipknot, lanzado el 25 de mayo de 2004 a través de Roadrunner Records. El 12 de abril de 2005 se lanzó una edición especial con un disco adicional. Es el único disco de la banda producido por Rick Rubin. 
Después de la gira de promoción de su álbum de 2002, comenzaron las especulaciones respecto a su futuro como banda. Algunos de los integrantes estaban involucrados en otros proyectos como Murderdolls, To My Surprise y la reunión de Stone Sour. Sin embargo, en 2003, Slipknot entró en el estudio de grabación de The Mansion para comenzar a trabajar en el nuevo disco. Inicialmente, la banda se mostró poco productiva; el vocalista Corey Taylor estaba atravesando una época en que consumía gran cantidad de alcohol. No obstante, compusieron suficientes temas para un nuevo disco, introduciendo por primera vez canciones más melódicas y guitarras acústicas.
El álbum recibió reseñas, en general, positivas por parte de los medios. Allmusic alabó a Slipknot por su "dedicación para conseguir que pareciese un disco de Slipknot", mientras que la revista Q dijo que el álbum era "un triunfo". Entró en el Top 10 de ventas en once países, convirtiéndose en disco de platino en Estados Unidos. Recibieron el premio Grammy en la categoría de mejor interpretación de metal por la canción "Before I Forget". A finales de 2009, "Before I Forget" entró en la lista de "AOL's Top Metal Songs of the Decade" (las mejores canciones de metal de la década según AOL). Roadrunner Records ha dicho del videoclip de "Duality" que es el mejor de la historia de la discográfica.

## Producción

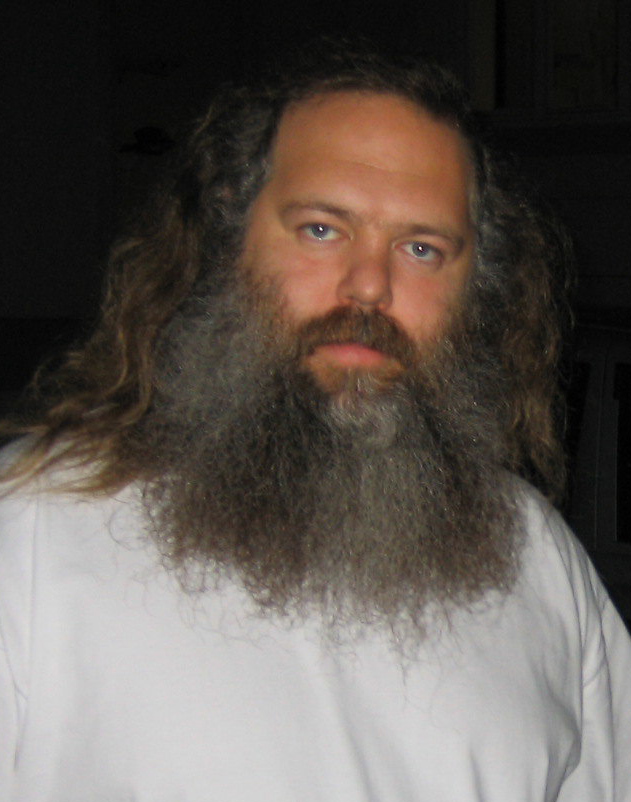
En esta ocasión Rick Rubin se encargó de la producción.

Slipknot grabó Vol. 3: (The Subliminal Verses) con el productor Rick Rubin en The Mansion de Los Ángeles, California en 2003. Antes de entrar en el estudio se había especulado sobre si habría tercer disco y sobre el futuro de la banda, debido sobre todo a que algunos integrantes de la banda estaban involucrados en otros proyectos musicales. Después de completar el disco, los integrantes de la banda dijeron que estos proyectos "salvaron la banda" y "ayudaron a salir del hueco en que estaban metidos". Sin embargo, volver a juntarse y tratar sus diferencias personales inicialmente dificultó el proceso de composición. En una entrevista de 2008, el batería Joey Jordison dijo: "No nos hablamos entre nosotros en tres meses, simplemente estuvimos sentados tres meses tirando el dinero en la puta mansión de Houdini". Hablando de forma retrospectiva el percusionista Shawn Crahan afirmó: "Finalmente nos hartamos de esperar a que las cosas ocurriesen. Nos juntamos, nos tomamos una cervezas y compusimos una mierda de canción de divas llamada 'Happy Ending'."
En una entrevista de 2003, Jordison explicó que a pesar de los problemas iniciales se compuso material de sobra para el disco y añadió que "es mejor tener de donde escoger que contentarse con cualquier mierda". Esto fue un contraste, ya que Slipknot en álbumes previos se había quedado con menos canciones de donde elegir.
Los miembros de la banda estaban divididos en sus opiniones sobre lo que fue trabajar con Rubin, ya que algunos dudaban del compromiso de este con la banda, ya que dividía su tiempo entre muchos artistas a la vez. El vocalista Corey Taylor admitió en una entrevista que bebió muchísimo en el tiempo que pasaron en la mansión, diciendo: "Bebía desde el momento en que me levantaba hasta el momento en que me desmayaba". Mientras explicaba su descontento con la elección vocal con la que quedó el disco, explicó que "todo lo que hacía mientras bebía sonaba como el culo". En esta misma época, el percusionista Crahan trabajó en Voliminal: Inside the Nine, un vídeo que documentaba el proceso creativo del disco y la subsiguiente gira.

### Diseño artístico
La portada cuenta con una imagen de la "máscara de gusano" diseñada por Shawn Crahan. El nombre de la máscara es debido a cómo la banda llama a sus fans, "maggots" (gusanos). La máscara se confeccionó con cuero cosido, con una cremallera en el área bucal, y se pueden conseguir como parte de la mercadotecnia de la banda. También aparece en el videoclip del segundo sencillo del disco, "Vermilion", en el que la banda aparece cada vez que la protagonista se pone la máscara.

## Promoción

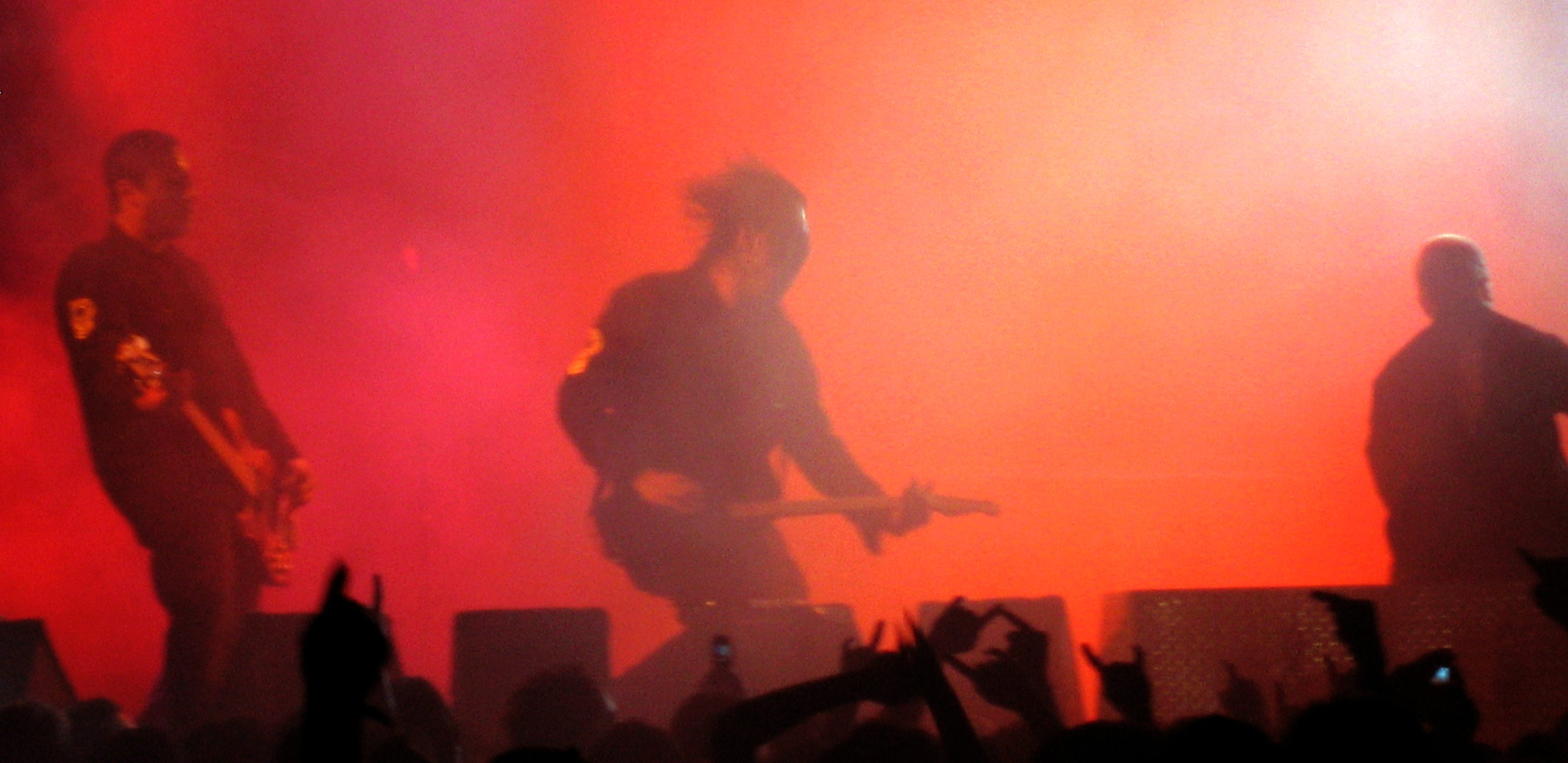
Slipknot actuando en 2005.

Antes del lanzamiento del disco, la banda lanzó la canción Pulse of the Maggots como descarga gratuita desde la extinta página web de SK Radio, aunque solamente estuvo disponible el día 30 de marzo de 2004. Además, esto significó el pistoletazo de salida de la nueva gira de la banda, The Subliminal Verses World Tour, que dio comienzo con el Jägermeister Music Tour. El 4 de mayo del mismo año lanzaron su primer sencillo oficial, "Duality". Finalmente, Vol. 3: (The Subliminal Verses), se lanzó el 25 de mayo de 2004, coincidiendo con una edición especial de "Duality" en vinilo rojo de 7". Junto a la edición estándar del disco, Roadrunner Records lanzó una edición limitada con el que el dueño se podía conectar al sitio web de la banda y conseguir canciones nuevas y material promocional. Los demás sencillos extraídos del disco fueron "Vermilion", "Before I Forget" y "The Blister Exists". El 12 de abril de 2005 se lanzó otra edición especial con un disco adicional.

## Música y letras
Antes del lanzamiento de Vol. 3 los integrantes de la banda habían prometido un álbum más experimental; el batería Jordison dijo que "era casi como si Slayer picoteara en Radiohead". Por primera vez en la carrera de Slipknot, canciones como "Circle" y "Vermilion Pt. 2" estaban dominados por guitarras acústicas, en lugar de eléctricas. Sin embargo, según Todd Burns de la revista Stylus, canciones como "Pulse of the Maggots" y "Before I Forget" incorporan un estilo de "metal explosivo". Allmusic dijo que pistas como "Blister Exists", "Three Nil" y "Opium of the People", combinan los dos extremos de su metal reconocible con melodías, añadiendo que el cambio más notable se puede observar en el estilo vocal de Taylor. Entertainment Weekly comentó que el álbum "[botaba] entre speed metal poderoso e inquietante rock acústico".
Vol. 3 (The Subliminal Verses) es el primer disco de Slipknot en no incluir la pegatina de Parental Advisory, mayormente por las letras del disco, ya que en comparación con sus anteriores discos, son mucho menos explícitas en cuanto a blasfemia y temática oscura. En una entrevista de 2008, el guitarrista Mick Thomson explicó que Corey Taylor intentó evitar el uso de blasfemias debido a algunas peticiones. Según Allmusic, las letras de Vol. 3: (The Subliminal Verses) incluyen metáforas y tocan temas como la ira, la desafección y la psicosis. Alabaron la diversidad vocal de Taylor; Burns consideró pistas como "Vermilion Pt. 2" "majestuosas armonías vocales". La interpretación de Taylor en la pista que cierra el disco "Danger – Keep Away" se alabó especialmente; Stylus dijo que era la pista más "deprimente y emocional" del disco. Burns concluyó que "los riffs no han perdido impacto, pero parece que finalmente la banda también quiere que aprecies el impacto lírico y vocal".

## Recepción crítica
La recepción crítica fue, en general, positiva. Recibió un puntaje del 70% en Metacritic basado en doce reseñas. Johnny Loftus de Allmusic dijo del disco que "no era simplemente otro ostentoso alt-metal para el Billboard", alabando a la banda por su "dedicación para hacer de él un disco de Slipknot". Todd Burns de Stylus dijo que la gente que acusa al grupo de haberse "ablandado" están "confundiendo ablandamiento con maduración" y siguió diciendo que el disco es "el mejor disco de pop conjugado con metal desde el Toxicity de System of a Down". Sean Richardson de Entertainment Weekly escribió que es una "actualización hippie trastornada" de la "obra maestra" de Slayer Reign in Blood; este también producido por Rick Rubin, mientras que la BBC llegó a decir: "Este increíble álbum demuestra que esta banda es capaz de cualquier cosa", apuntando que con "The Blister Exists" demuestran que no hay banda de metal más fino en el planeta". La revista Q denominó Vol. 3: (The Subliminal Verses) como "un triunfo". John Robb de PlayLouder halagó a Slipknot augurando su ascenso hasta ser "una de las bandas más grandes del mundo", aclamando "Before I Forget" como un "himno [de Slipknot] clásico". Robb añadió que es un disco mejor que Iowa, citando sus "diferentes texturas". Rolling Stone le concedió tres de cinco estrellas, afirmando que el disco presenta "nuevos extremos" para la banda, "que en el caso de Slipknot significa canciones melódicas y con estructuras tradicionales".
También hubo reseñas negativas: Alternative Press criticó el disco, escribiendo que "suena como una versión poco entusiasta de segunda clase de Iowa, que en realidad lo convierte más bien en tercera clase". El crítico de Yahoo! Chris Heath también fue crítico, escribiendo que "The Nameless" combina "lo ridículamente vicioso con lo ridículamente plácido" y que haciéndolo hace que la pista suene "torpe". Heath añadió: "La temática es absurdamente predecible [...] aunque ligeramente cómico dada la inclusión de estilos tan dispares".
Vol. 3: (The Subliminal Verses) llegó al puesto número dos de la lista estadounidense del Billboard 200, en la lista de Top Internet Albums, en Australia y en Canadá, entre otros. Fue certificado disco de platino en Estados Unidos el 21 de febrero de 2005. En 2006, la banda recibió su primer premio Grammy en la categoría de mejor interpretación de metal por la canción "Before I Forget". En 2009, Metal Hammer añadió al disco en su lista de "Albums of the Decade" (álbumes de la década). También se ubicó en el puesto número 31 de la lista de "The 50 Best Albums of the 21st Century" (los 50 mejores discos del siglo XXI) elaborada por la revista británica Kerrang! a través de votación popular.

## Lista de canciones
Todas las canciones escritas y compuestas por Slipknot. 
| N.º | Título                 | Duración |  |
| 1.  | «Prelude 3.0»          | 3:57     |  |
| 2.  | «The Blister Exists»   | 5:19     |  |
| 3.  | «Three Nil»            | 4:48     |  |
| 4.  | «Duality»              | 4:12     |  |
| 5.  | «Opium of the People»  | 3:12     |  |
| 6.  | «Circle»               | 4:22     |  |
| 7.  | «Welcome»              | 3:15     |  |
| 8.  | «Vermilion»            | 5:16     |  |
| 9.  | «Pulse of the Maggots» | 4:19     |  |
| 10. | «Before I Forget»      | 4:38     |  |
| 11. | «Vermilion Pt. 2»      | 3:44     |  |
| 12. | «The Nameless»         | 4:28     |  |
| 13. | «The Virus of Life»    | 5:25     |  |
| 14. | «Danger – Keep Away»   | 3:13     |  |

| Disco adicional (edición especial) |                                                  |          |  |
| N.º                                | Título                                           | Duración |  |
| 1.                                 | «Don't Get Close»                                | 3:47     |  |
| 2.                                 | «Scream»                                         | 4:31     |  |
| 3.                                 | «Vermilion» (Terry Date Mix)                     | 5:25     |  |
| 4.                                 | «Danger – Keep Away» (Versión de larga duración) | 7:55     |  |
| 5.                                 | «The Blister Exists» (en directo)                | 5:21     |  |
| 6.                                 | «Three Nil» (en directo)                         | 4:57     |  |
| 7.                                 | «Disasterpiece» (en directo)                     | 5:25     |  |
| 8.                                 | «People = Shit» (en directo)                     | 3:54     |  |

| Disco adicional (edición australiana) |                                                  |          |  |
| N.º                                   | Título                                           | Duración |  |
| 1.                                    | «Don't Get Close»                                | 3:47     |  |
| 2.                                    | «Scream»                                         | 4:31     |  |
| 3.                                    | «Vermilion» (Terry Date Mix)                     | 5:25     |  |
| 4.                                    | «Danger – Keep Away» (Versión de larga duración) | 7:55     |  |
| 5.                                    | «Disasterpiece» (en directo)                     | 5:25     |  |
| 6.                                    | «New Abortion» (en directo)                      | 4:01     |  |
| 7.                                    | «People = Shit» (en directo)                     | 3:54     |  |

## Personal
Además de sus nombres reales, cada miembro de la banda tiene un número del cero al ocho.
| Slipknot - (#8) Corey Taylor – voz - (#7) Mick Thomson – Guitarra rítmica - (#6) Shawn Crahan – percusión, coros - (#5) Craig Jones – sampler, teclados, sintetizador - (#4) James Root – Guitarra líder - (#3) Chris Fehn – percusión, coros - (#2) Paul Gray – bajo - (#1) Joey Jordison – batería - (#0) Sid Wilson – tornamesa | Producción - Rick Rubin – productor discográfico - Greg Fidelman – mezcla - Phillip Broussard – ingeniería de sonido - Miles Wilson – ingeniería de sonido - Dan Monti – ingeniería de sonido - Lindsay Chase – productor - Ted Jensen – masterización - Monte Conner – A&R - Cory Brennan – masterización - Merck Mercuriadis – administrador - Michael Arfen – Agente de modelos - John Jackson – agente de talentos - Michael Boland – diseño - Neil Zlozower – fotografía |

## Posicionamiento y certificaciones
| Lista (2004)        | Posición más alta |
| ------------------- | ----------------- |
| Billboard 200       | 2                 |
| Top Internet Albums | 2                 |
| Australia           | 2                 |
| Canadá              | 2                 |
| Nueva Zelanda       | 3                 |
| Suecia              | 2                 |
| Alemania            | 2                 |
| Finlandia           | 2                 |
| Austria             | 5                 |
| Francia             | 6                 |
| Suiza               | 8                 |
| Portugal            | 13                |
| Países Bajos        | 14                |
| Noruega             | 15                |
| Dinamarca           | 7                 |

| País           | Organismo certificador | Certificación | Ventas certificadas | Ref.   |
| -------------- | ---------------------- | ------------- | ------------------- | ------ |
| Alemania       | BVMI                   | Oro           | 100 000             | [ 62 ] |
| Australia      | ARIA                   | Platino       | 70 000              | [ 63 ] |
| Canadá         | Music Canada           | Platino       | 100 000             | [ 64 ] |
| Dinamarca      | IFPI Dinamarca         | Platino       | 20 000              | [ 65 ] |
| Estados Unidos | RIAA                   | Platino       | 1 000 000           | [ 66 ] |
| Japón          | RIAJ                   | Oro           | 100 000             |        |
| Nueva Zelanda  | RMNZ                   | Oro           | 7 500               | [ 67 ] |
| Reino Unido    | BPI                    | Platino       | 300 000             | [ 68 ] |